# كوستا برافا

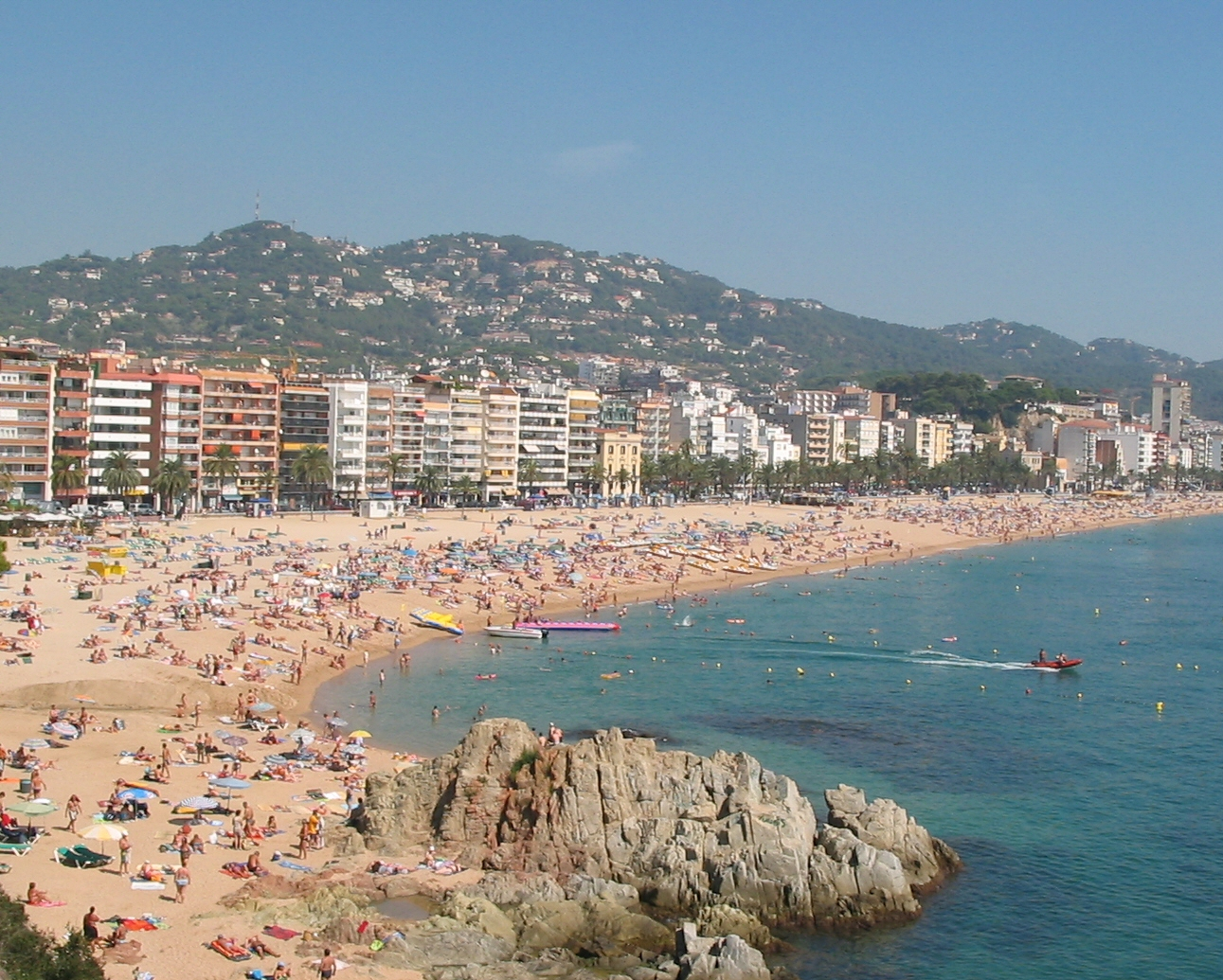
منتجع لوريت دي مار

كوستا برافا (Costa Brava) (العربية:الساحل الوعر)، هي منطقة سياحية تقع على الساحل الشرقي شمال إقليم كتلونيا الأسباني.
أغلبية زوار المنطقة هم من سكان دول شمال أوروبا وخصوصا من بريطانيا وفرنسا، نظرا للجو الصيفي الرائع والمناظر الطبيعية، بالإضافة إلى الشواطئ المتنوعة والتي تجتمع حولها أعداد هائلة من سلسلات الفنادق والمنتجعات السياحية كبلانس ,توسا دي مار ولورت دي مار. تم صياغة الاسم من قِبَل الكاتب فيران اغويلو (ولد عام 1863 في سان فيليو دي غيكسولس) في مجلة La Veu de Catalunya في طبعتها بتاريخ 12 سبتمبر 1908.